# Bezzałogowy kosmiczny statek zaopatrzeniowy

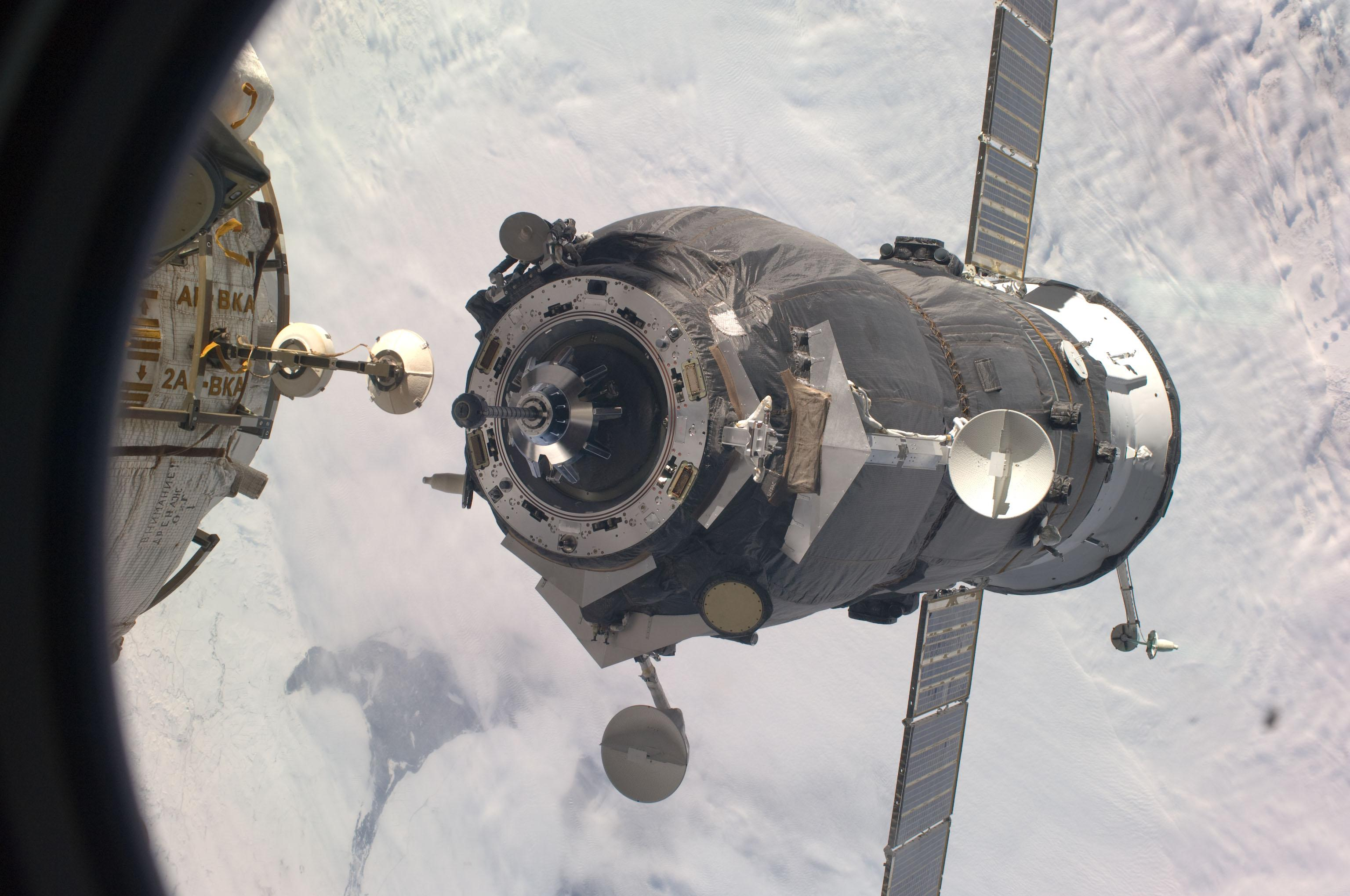
Rosyjski bezzałogowy statek kosmiczny Progress M-66 podczas cumowania do ISS (2009)

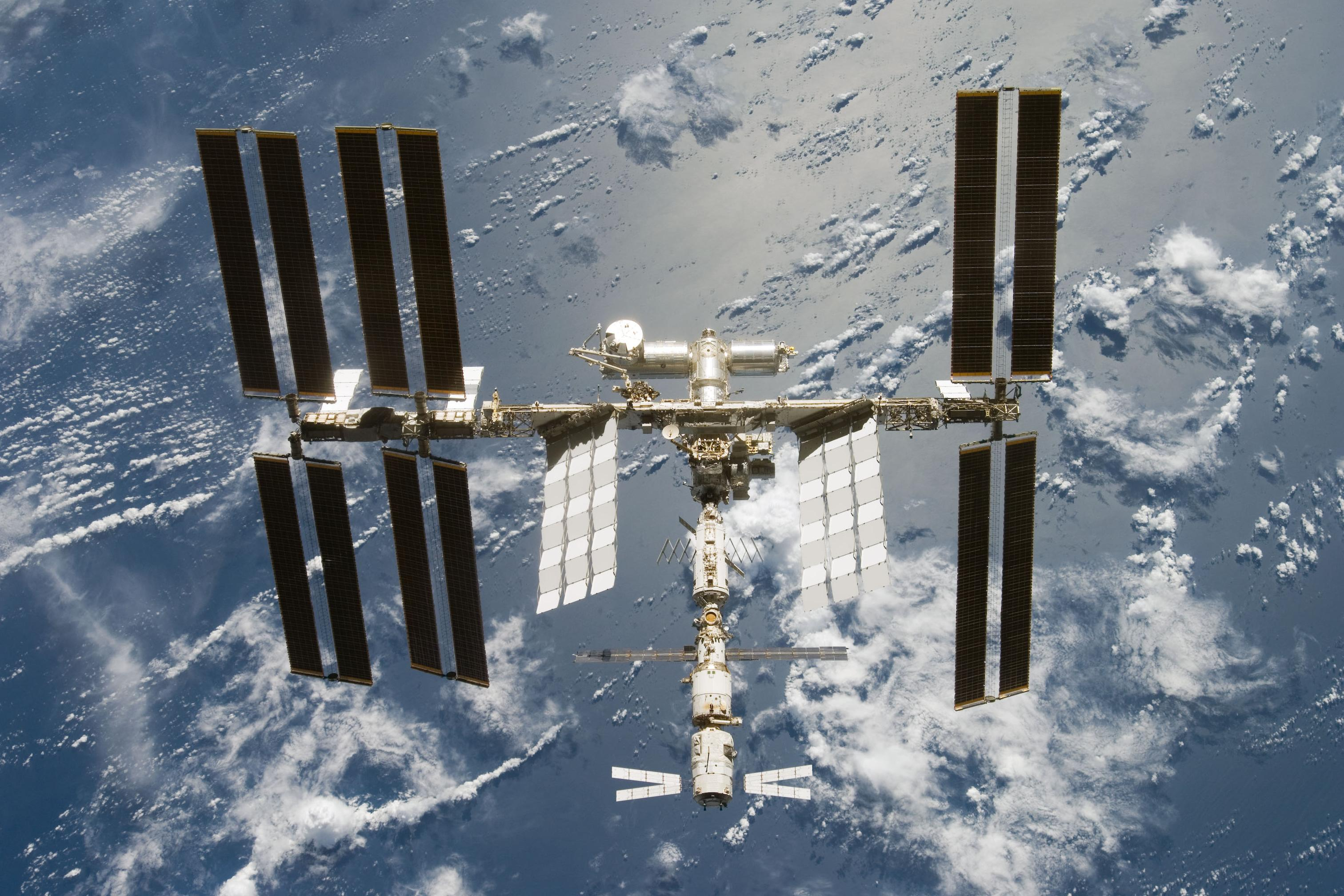
Europejski ATV „Jules Verne” przycumowany do ISS (2008) – z dołu

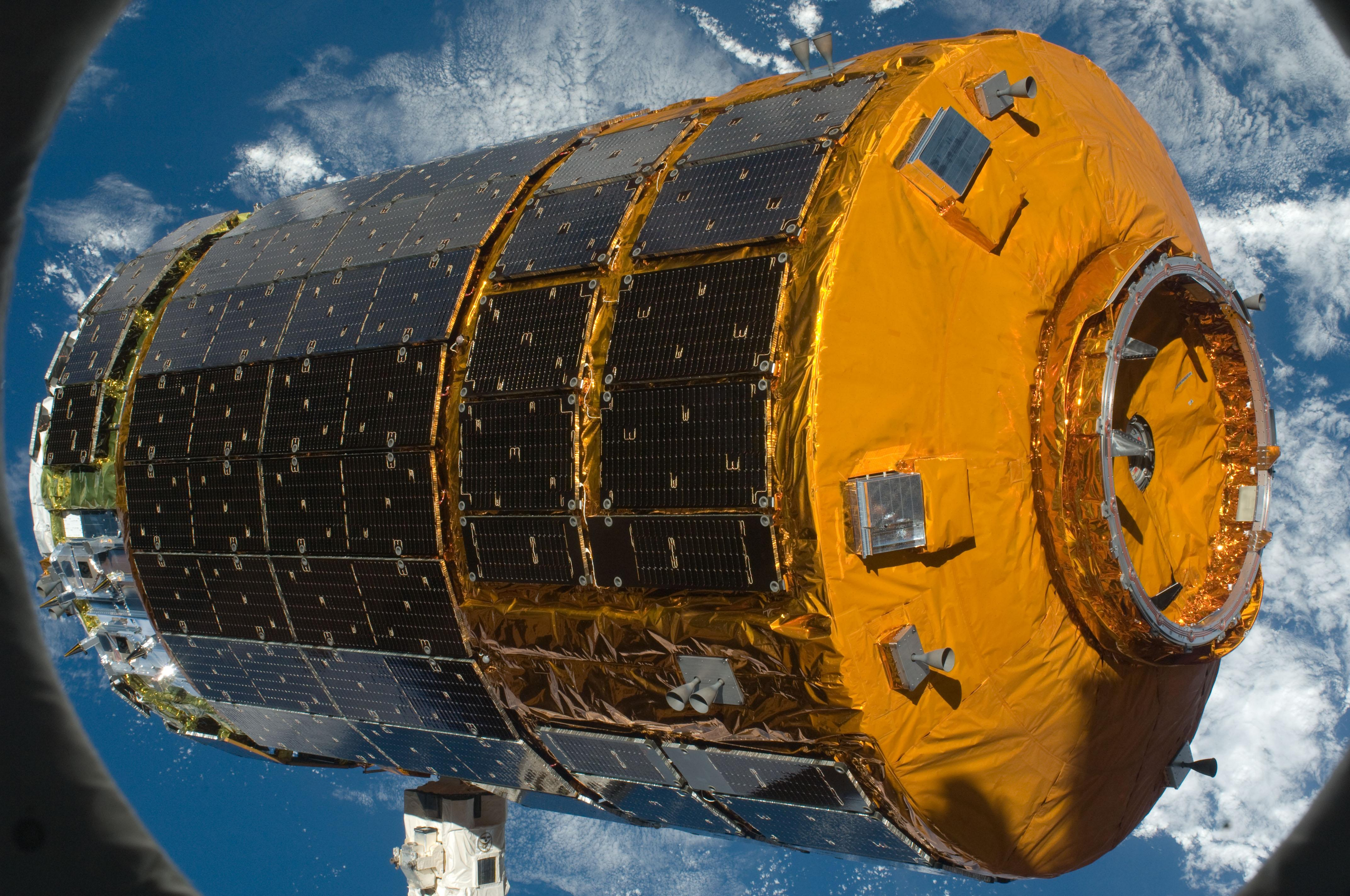
Japoński HTV-1 (2009)

Bezzałogowy kosmiczny statek zaopatrzeniowy – rodzaj automatycznego pojazdu kosmicznego specjalnie zaprojektowanego i przeznaczonego do dostarczania na stacje kosmiczne materiałów i elementów niezbędnych do wyznaczonych celów misji kosmicznych i podtrzymania życia na stacji.
Bezzałogowe kosmiczne statki zaopatrzeniowe są wykorzystywane od 1978 roku, od tamtej pory obsługiwały nieistniejące już stacje kosmiczne Salut 6, Salut 7 i Mir. Obecnie używa się ich do zaopatrywania Międzynarodowej Stacji Kosmicznej (ISS). W odróżnieniu od sztucznych satelitów statki dostawcze mają szczelne przedziały – ze względu na czasowe przebywanie w nich astronautów podczas połączenia ze stacją orbitalną (pełnią wtedy rolę dodatkowego modułu). Z reguły ich rolą jest przewiezienie towaru w jedną stronę – do stacji kosmicznej, ale niektóre mogą być wyposażone w urządzenia pozwalające na powrót na Ziemię.

## Typy bezzałogowych statków zaopatrzeniowych
Projekty zakończone:
- TKS – ZSRR (w użyciu od 1981 do 1991)[2]

Projekty aktualne:

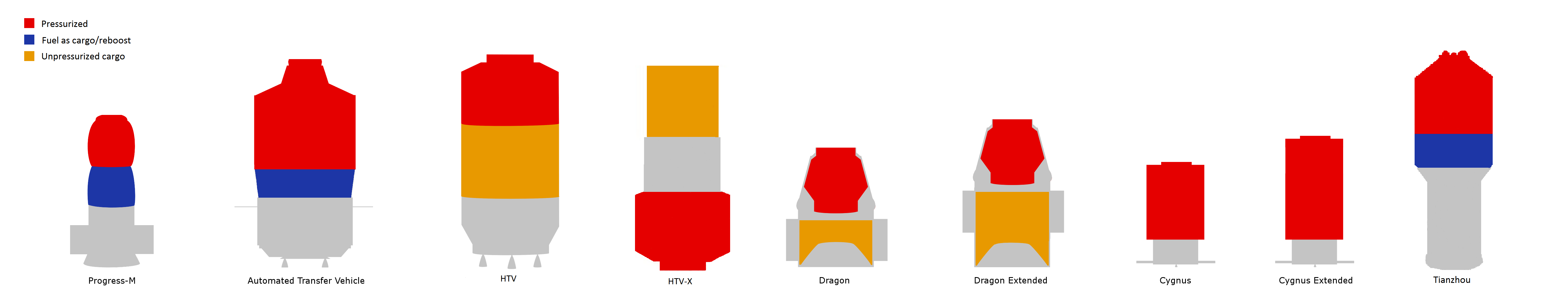
Od lewej: Progress, ATV, HTV, Dragon (wersje standardowa i rozszerzona), Cygnus (wersje standardowa i rozszerzona)

- Progress  – ZSRR / Rosja (w użyciu od 1978 roku)[1]
- Automatyczny Statek Transferowy – Europa (w użyciu od 2008 roku)[3]
- H-II Transfer Vehicle – Japonia (w użyciu od 2009 roku)[4]
- Dragon  – Stany Zjednoczone (w użyciu od 2012 r.; projekt komercyjny SpaceX)[5]

Projekty komercyjne przygotowywane w ramach programu Commercial Orbital Transportation Services (COTS):
- Cygnus – Stany Zjednoczone (projekt komercyjny Orbital Sciences Corporation)[6]

Porzucone projekty opracowywane w ramach programu COTS:
- Kistler K-1 – Stany Zjednoczone(projekt komercyjny Rocketplane Kistler, anulowany w 2007 roku)[7]
- Andrews Cargo Module – Stany Zjednoczone (projekt komercyjny Andrews Space, odrzucony przez NASA)[8]

## Parametry statków używanych do zaopatrywania ISS
| Statek          | Operator                     | Rakieta nośna    | Ładowność | Obsługa ISS | Uwagi                                                                                                |
| --------------- | ---------------------------- | ---------------- | --------- | ----------- | --- |
| Progress-M      | Roskosmos (Rosja)            | Sojuz-U/Sojuz-FG | 2,6 t     | 2000        | Automatyczny system cumowania. Wcześniej obsługiwał stację Mir                                       |
| ATV             | ESA (Europa)                 | Ariane 5 ES      | 7,5 t     | 2008-2014   | Wyposażony w automatyczny system cumowania                                                           |
| HTV (Kounotori) | JAXA (Japonia)               | H-IIB            | 6,0 t     | 2009        | Brak systemu nakierowującego; cumowanie za pomocą manipulatora Canadarm2                             |
| Cygnus          | Orbital Sciences Corp. (USA) | Antares          | 2,7 t     | 2013        | Brak systemu nakierowującego; cumowanie za pomocą manipulatora Canadarm2                             |
| Dragon          | SpaceX (USA)                 | Falcon 9         | 6,0 t     | 2012        | Brak systemu nakierowującego; cumowanie za pomocą manipulatora Canadarm2. Dysponuje kapsułą powrotną |